# Mirko Savone
Mirko Savone (Frosinone, 2 dicembre 1985) è un attore e doppiatore italiano.

## Carriera
Come doppiatore, ha prestato la voce a Christian Bale nel film L'agente segreto e ad Elijah Wood in Oliver Twist.
Ha lavorato in teatro con Filippo Nigro in Germania 99, testo scritto e diretto da Gigliola Scola sotto la direzione artistica di Ludovica Marineo. 
Ha fatto parte del corpo di ballo di Alba Parietti a Macao su RAI 2, diretto da Gianni Boncompagni.
Vive e lavora come attore a New York, dove ha studiato alla scuola di recitazione Lee Strasberg Theatre Institute.
A New York ha lavorato in svariati cortometraggi, ma più conosciuto è il suo ruolo nello spettacolo Crossing Rockaway Parkway diretto da Frank Terranova.
Sempre a New York, Mirko Savone continua a lavorare non solo come modello e attore, ma anche come doppiatore e direttore di doppiaggio.

## Doppiaggio

### Cinema
- Elijah Wood in Oliver Twist
- Christian Bale in L'agente segreto
- Phillip Van Dyke in Halloweentown - Streghe si nasce

### Film TV e miniserie
- Nick Stahl in Mio figlio è innocente
- Russell Harper in Arresti domiciliari
- Eric Christian Olsen in La sfida di Artù
- Phillip Van Dyke in Le nuove avventure di Tom Sawyer

### Serie TV
- Kaj-Erik Eriksen in Il commissario Scali
- John White in Le avventure di Shirley Holmes
- Ryan Sommers Baum in Il famoso Jett Jackson
- Ryan Cartwright in Microsoap
- Ross Hull in Hai paura del buio?

### Cartoni animati
- Pelezinho in Pelezinho
- Barbazoo in Barbapapà in giro per il mondo
- Chip in LumacOlimpiadi
- Till in La principessa Sheherazade
- Il Bonacciorso in Garfield
- Personaggi vari in Medarot
- Personaggi vari in Ranma 1/2
- Yurei in Generator Gawl

## Teatro
- Tv donna con le donne, regia di M. Angelilli, al Teatro Cat
- Il Drago, regia di M. Angelilli, al Teatro Nestor
- Sharon, regia di Mirko Savone, al Teatro Ventesimo Secolo
- ...un attimo di dolore, regia di Ludovica Marineo, al Teatro Ventesimo Secolo
- Germania 99, regia di Ettore Scola, al Teatro La Cometa
- A view from the bridge, regia di Debra Wiley, al Marilyn Monroe Theatre di New York
- Crossing Rockaway Parkway, regia di Frank Terranova, al Seinfor Meisner Theatre di New York (2002)